# Чемпіонат світу з хокею із шайбою 1950
Чемпіонат світу з хокею із шайбою 1950 — 17-й чемпіонат світу з хокею із шайбою, який проходив в період з 13 березня по 22 березня 1950 року. Матчі відбувались у Лондоні. 
У рамках чемпіонату світу пройшов 28-й чемпіонат Європи.
Світова першість з хокею 1950 року почалась з великого скандалу. Діючі чемпіони світу збірна Чехословаччини знялася з турніру. Офіційною причиною неучасті стало не надання британських віз провідним чеським журналістам. Насправді ж, керівництво Чехословаччини запідозрило хокеїстів в намірі втекти з країни. Шестеро хокеїстів зникла двома роками раніше, вони отримали в Лондоні політичний притулок.
Після повернення з Лондона, у аеропорту Праги були заарештовані та звинувачені у державній зраді та шпіонажі на користь капіталістичних країн гравці збірної Чехословаччини. Серед них: Богуміл Модрий (отримав 15 років ув'язнення), Станіслав Конопасек (12 років позбавлення волі), Вацлав Розіняк та інші. Один з найсильніших клубів країни — празький ЛТЦ припинив своє існування.

## Попередній раунд

### Група А
| 13 березня 1950 | Лондон | Велика Британія | – | Франція  | 9:0 (4:0,3:0,2:0)  |
| 14 березня 1950 | Лондон | Норвегія        | – | Франція  | 11:0 (7:0,2:0,2:0) |
| 15 березня 1950 | Лондон | Велика Британія | – | Норвегія | 2:0 (0:0,0:0,2:0)  |

Таблиця
| М | Команда         | І | Пер | Н | Пор | Ш    | О |
| - | --------------- | - | --- | - | --- | ---- | - |
| 1 | Велика Британія | 2 | 2   | 0 | 0   | 11:0 | 4 |
| 2 | Норвегія        | 2 | 1   | 0 | 1   | 11:2 | 2 |
| 3 | Франція         | 2 | 0   | 0 | 2   | 0:20 | 0 |

Скорочення: М = підсумкове місце, І = ігри, Пер = перемоги, Н = нічиї, Пор = поразки, Ш = закинуті та пропущені шайби, О = набрані очки

### Група В
| 13 березня 1950 | Лондон | Швейцарія | – | Бельгія   | 24:3 (5:1,7:1,12:1)  |
| 14 березня 1950 | Лондон | Канада    | – | Швейцарія | 13:2 (5:1,4:1,4:0)   |
| 15 березня 1950 | Лондон | Канада    | – | Бельгія   | 33:0 (14:0,10:0,9:0) |

Таблиця
| М | Команда   | І | Пер | Н | Пор | Ш     | О |
| - | --------- | - | --- | - | --- | ----- | - |
| 1 | Канада    | 2 | 2   | 0 | 0   | 46:2  | 4 |
| 2 | Швейцарія | 2 | 1   | 0 | 1   | 26:16 | 2 |
| 3 | Бельгія   | 2 | 0   | 0 | 2   | 3:57  | 0 |

Скорочення: М = підсумкове місце, І = ігри, Пер = перемоги, Н = нічиї, Пор = поразки, Ш = закинуті та пропущені шайби, О = набрані очки

### Група С
| 13 березня 1950 | Лондон | Швеція | – | США        | 8:3 (5:2,0:0,3:1)  |
| 14 березня 1950 | Лондон | Швеція | – | Нідерланди | 10:0 (3:0,1:0,6:0) |
| 15 березня 1950 | Лондон | США    | – | Нідерланди | 17:1 (7:0,2:0,8:1) |

Таблиця
| М | Команда    | І | Пер | Н | Пор | Ш    | О |
| - | ---------- | - | --- | - | --- | ---- | - |
| 1 | Швеція     | 2 | 2   | 0 | 0   | 18:3 | 4 |
| 2 | США        | 2 | 1   | 0 | 1   | 20:9 | 2 |
| 3 | Нідерланди | 2 | 0   | 0 | 2   | 1:27 | 0 |

Скорочення: М = підсумкове місце, І = ігри, Пер = перемоги, Н = нічиї, Пор = поразки, Ш = закинуті та пропущені шайби, О = набрані очки

## Втішний раунд 7 - 9 місця
| 20 березня 1950 | Лондон | Бельгія    | – | Франція    | 8:1 (3:0,3:1,2:0) |
| 21 березня 1950 | Лондон | Нідерланди | – | Франція    | 4:2 (1:0,3:1,0:1) |
| 22 березня 1950 | Лондон | Бельгія    | – | Нідерланди | 4:2 (2:1,1:0,1:1) |

Таблиця
| М | Команда    | І | Пер | Н | Пор | Ш    | О |
| - | ---------- | - | --- | - | --- | ---- | - |
| 7 | Бельгія    | 2 | 2   | 0 | 0   | 12:3 | 4 |
| 8 | Нідерланди | 2 | 1   | 0 | 1   | 6:6  | 2 |
| 9 | Франція    | 2 | 0   | 0 | 2   | 3:12 | 0 |

Скорочення: М = підсумкове місце, І = ігри, Пер = перемоги, Н = нічиї, Пор = поразки, Ш = закинуті та пропущені шайби, О = набрані очки

## Фінальний раунд
| 1 тур           |        |                 |   |           |                    |
| 17 березня 1950 | Лондон | Велика Британія | – | Норвегія  | 4:3 (1:0,2:2,1:1)  |
| 17 березня 1950 | Лондон | Канада          | – | Швейцарія | 11:1 (2:0,3:1,6:0) |
| 17 березня 1950 | Лондон | Швеція          | – | США       | 2:4 (1:0,1:2,0:2)  |
| 2 тур           |        |                 |   |           |                    |
| 18 березня 1950 | Лондон | Швейцарія       | – | Норвегія  | 12:4 (3:3,6:0,3:1) |
| 18 березня 1950 | Лондон | Канада          | – | США       | 5:0 (0:0,1:0,4:0)  |
| 18 березня 1950 | Лондон | Велика Британія | – | Швеція    | 5:4 (0:0,1:2,4:2)  |
| 3 тур           |        |                 |   |           |                    |
| 20 березня 1950 | Лондон | Велика Британія | – | США       | 2:3 (2:1,0:0,0:2)  |
| 20 березня 1950 | Лондон | Канада          | – | Норвегія  | 11:1 (3:0,4:1,4:0) |
| 20 березня 1950 | Лондон | Швеція          | – | Швейцарія | 2:3 (2:1,0:0,0:2)  |
| 4 тур           |        |                 |   |           |                    |
| 21 березня 1950 | Лондон | США             | – | Швейцарія | 10:5 (3:0,1:3,6:2) |
| 21 березня 1950 | Лондон | Швеція          | – | Норвегія  | 6:1 (2:0,3:0,1:1)  |
| 21 березня 1950 | Лондон | Велика Британія | – | Канада    | 0:12 (0:5,0:3,0:4) |
| 5 тур           |        |                 |   |           |                    |
| 22 березня 1950 | Лондон | США             | – | Норвегія  | 12:6 (5:0,4:3,3:3) |
| 22 березня 1950 | Лондон | Велика Британія | – | Швейцарія | 3:10 (1:4,2:3,0:3) |
| 22 березня 1950 | Лондон | Канада          | – | Швеція    | 3:1 (1:0,2:0,0:1)  |

Підсумкова таблиця
| М | Команда         | І | Пер | Н | Пор | Ш     | О  |
| - | --------------- | - | --- | - | --- | ----- | -- |
| 1 | Канада          | 5 | 5   | 0 | 0   | 42:3  | 10 |
| 2 | США             | 5 | 4   | 0 | 1   | 29:20 | 8  |
| 3 | Швейцарія       | 5 | 3   | 0 | 2   | 31:30 | 6  |
| 4 | Велика Британія | 5 | 2   | 0 | 3   | 14:32 | 4  |
| 5 | Швеція          | 5 | 1   | 0 | 4   | 15:16 | 2  |
| 6 | Норвегія        | 5 | 0   | 0 | 5   | 15:45 | 0  |

Скорочення: М = підсумкове місце, І = ігри, Пер = перемоги, Н = нічиї, Пор = поразки, Ш = закинуті та пропущені шайби, О = набрані очки

## Призери чемпіонату Європи
|  | Швейцарія       |
|  | Велика Британія |
|  | Швеція          |